# Francisco Garnica
Francisco Garnica Narváez (Palmira, 1940-Cali, 15 de diciembre de 1965) fue un político y líder juvenil colombiano.

## Biografía
Hijo de Francisco Garnica y Leonor Narváez, fue un dirigente juvenil comunista colombiano.
Fue secretario político del regional Valle de la Juventud Comunista Colombiana hasta que en 1965 renunció a dicha organización para pasar a formar parte del recién fundado Partido Comunista de Colombia – Marxista Leninista, siendo electo a su primer Comité Central.

## Muerte
El 14 de diciembre de 1965 en Guacarí (Valle del Cauca), junto a Carlos Alberto Morales y Ricardo Torres, fueron detenidos por el Ejército Nacional y llevados a la III Brigada en Cali, donde fueron brutalmente torturados y ejecutados. La ejecución fue dada a la media noche del día 15 de diciembre. 

## Homenajes
En su memoria, varios frentes y destacamentos del Ejército Popular de Liberación (EPL), y disidentes del mismo como el Frente Francisco Garnica, llevaron su nombre.